# The Gunner's Dream
The Gunner's Dream, composta e cantata da Roger Waters, è la sesta traccia dell'album The Final Cut della band inglese Pink Floyd, pubblicato nel 1983.

## Descrizione
Il brano venne preso in considerazione per essere inserito nel disco Echoes: The Best of Pink Floyd, ma venne poi scartato, in favore di The Fletcher Memorial Home, sempre dello stesso album.
La canzone viene eseguita live dall'autore.
La poetica della canzone viene ritenuta da alcuni ad un livello aulico, quasi da essere paragonato ai grandi Shakespeare e Wordsworth. Probabilmente, una delle figure retoriche che spicca è la seguente: In the space between the heavens/And in the corner of some foreign field/I had a dream (Nello spazio tra i cieli e in un angolo di qualche campo straniero, ho fatto un sogno).
Il verso della canzone 'And in the corner of some foreign field' è una citazione della poesia Il soldato di Rupert Brooke.

## Significato
Il testo della canzone, triste come molti altri componimenti poetici di Waters, è un monologo di un aviatore (in inglese air gunner) che, dopo essere stato colpito durante uno scontro aereo, mentre sta precipitando inesorabilmente verso la sua morte, ripensa alla sua vita passata e al futuro senza di lui; lo si può quindi definire un testamento. Subito dopo essere stato colpito, infatti, ripensa alla propria vita (Floating down through the clouds/Memories come rushing up to meet me now), rielaborando con una calma inquietante il suo passato. In particolare, il soldato morente parla di un sogno che aveva (I had a dream) e che è stato infranto dalla guerra e dalla sua morte. Il suo sogno consisteva in quello che può essere chiamato "un mondo migliore": "dove si possa mangiare, dove si possa parlare ad alta voce dei propri dubbi e delle proprie paure, dove nessuno scompare senza motivo, dove tutti sono uguali davanti alla legge e dove nessuno uccide più i bambini" (A place to stay/Enough to eat/Somewhere old heroes shuffle safely down the street/Where you can speak out loud/About your doubts and fears/And what's more/no-one ever disappears/[...]And everyone has recourse to the law/And no-one kills the children anymore/No-one kills the children anymore). L'ultima frase, pronunciata due volte, rimane come sospesa appena prima della variante musicale, in modo da lasciare il tempo all'ascoltatore per riflettere su uno dei crimini più gravi di cui un uomo possa macchiarsi.
Subito dopo, il brano si tuffa in una fase più aggressiva e maestosa, e sembra che il monologo si sposti su una terza persona (Night after night/Going round and round my brain/His dream is driving me insane, Notte dopo notte vagando nella mia mente il suo sogno mi sta facendo impazzire), forse il padre (interpretando il videoclip della canzone). Dopo la variante, la musica torna più calma, creando un'atmosfera surreale. Il testo prosegue proclamando che "l'aviatore questa notte dormirà in qualche angolo di un campo straniero. Non si può però scrivere la parola fine: prendetevi cura del suo sogno" (In the corner of some foreign field/The gunner sleeps tonight/What's done is done/We cannot just write off his final scene/Take heed of the dream): il soldato cioè continua a vivere attraverso i suoi ideali di una vita giusta.
La frase And maniacs don't blow holes in bandsmen by remote control ("e maniaci non fanno esplodere (lett.: non fanno buchi) a distanza i musicisti") è una chiara allusione all'attentato del 1982, quando durante un concerto ad Reagent's Park, l'IRA piazzò una bomba sotto il palco uccidendo 7 musicisti del Royal Green Jackets.

## Composizione
Il brano inizia con un'esplosione seguita da una comunicazione radio di un aviatore impaurito che riferisce di essere stato colpito. Parte poi un soffice intro di pianoforte (si ripeterà poi nella strofa), sfruttando un abile cromatismo con la quinta dell'accordo maggiore, partendo con la quinta giusta, per poi aumentarla gradualmente fino alla sesta, attraverso la quale poi si cade sull'accordo del quarto grado. Una simile progressione cromatica era stata usata in precedenza da John Lennon nella sua canzone Isolation (quinta giusta, quinta aumentata, sesta, settima minore), brano ritenuto dallo stesso Roger Waters uno dei suoi preferiti.
Tutto il brano rimane molto triste e malinconico, fino a quando la voce di Waters si intensifica con il verso and hold on to the dream, che viene pronunciato quasi gridando. Successivamente la sua voce, quasi naturalmente, sfocia nel primo dei due assoli di sassofono di Rafael Ravenscroft, momento in cui si sente per la prima volta nel brano la batteria di Nick Mason. Finito l'assolo, la musica torna ad essere discreta e triste. Dopo le parole And no-one kills the children anymore, la musica si trasforma in aggressiva e maestosa (anche se effimeramente), sostenuta da una potente orchestra nella quale spiccano gli archi. Dopo due versi, però, il brano torna ad essere addolorato, anche se, nelle ultime parole, lascia uno spiraglio di speranza (We cannot just write off his final scene).

## Formazione[10]
- Roger Waters: voce, basso elettrico
- David Gilmour: chitarra
- Nick Mason: batteria
- Michael Kamen: pianoforte
- Andy Bown: organo Hammond
- Rafael Ravenscroft: sassofono tenore
- The National Phylarmonic Orchestra